# Guillermo Orce Remis
Guillermo Orce Remis (n. San Miguel de Tucumán; 1917 - f. Buenos Aires; 5 de octubre de 1998) Escritor, ensayista, poeta y periodista argentino.

## Biografía
En su provincia realizó estudios de Leyes y Letras y trabajó como periodista del diario La Gaceta hasta 1955, cuando se muda a Buenos Aires. 
Ya en la capital de su país, realizó tareas como funcionario en la Secretaría de Cultura de la Municipalidad. 
También se desempeña como funcionario del Museo Sívori y del Centro Cultural y Teatro General San Martín.
Residió un largo período en París, donde entabla lazos de amistad con Julio Cortázar y otras importantes personalidades argentinas.
También fue conocida su labor como crítico de jazz, teniendo a su cargo la audición Cincuenta años con el jazz, que se emitía por Radio Nacional.

## Obras publicadas
- Indecisa luz, Tucumán, 1944.
- Poemas, Tucumán, 1949.
- El Aire que no vuelve, Ed. Losada, Buenos Aires, 1953.
- En la luz perdida, Troquel, 1960.
- Ensayos filosóficos : homenaje al profesor Manuel Gonzalo Casas, 1910-1961 / por Guillermo Orce Remis...[et al.] — Buenos Aires : Troquel, 1963.
- Seis destinos y otros rostros, Buenos Aires, Troquel , 1963.
- A la pequeña luz del breve día, (Primer Premio Municipal), Buenos Aires, Sudamericana, 1965 .
- Algunas ausencias, Buenos Aires, Editorial Troquel, 1972.
- A través de la oscuridad, antología publicada por la Universidad Nacional de Tucumán.